# María Teresa Ruiz
Pour les articles homonymes, voir Ruiz.
María Teresa Ruiz, née le 24 septembre 1946 est une astronome chilienne. 

## Biographie
María Teresa Ruiz enseigne et dirige ses recherches à l'Université du Chili. Elle est présidente de l'Académie chilienne des sciences depuis 2015 et elle a reçu une bourse Guggenheim en 2001. Elle est lauréate du prix L'Oréal-Unesco pour les femmes et la science en 2017 pour sa découverte de la première naine brune et ses travaux pionniers sur les étoiles de faible luminosité, y compris les étoiles en fin de vie (naines blanches).
Le 23 janvier 2020, elle est nommée Chevalier de la Légion d'Honneur. 